# Wanadoo

Wanadoo Logo

Wanadoo war von 1996 bis 2006 einer der bedeutendsten französischen Internet Service Provider (ISP), bevor der Dienst 2006 in Orange umbenannt wurde. Ursprünglich selbständiges Tochterunternehmen der France Télécom, wurde die Wanadoo-Gruppe nach der Übernahme der britischen Orange durch die France Télécom mit dieser zusammengeführt.
Der Geschäftsgegenstand des Unternehmens war die Bereitstellung von Providerdiensten im Telekommunikationsbereich des Privatkundengeschäfts. Der Geschäftsteil, der im Unternehmensverband das Telefonverzeichnis besaß, wurde 2004 unter dem Namen Pages Jaunes (Gelbe Seiten) an die Börse gebracht. 2002 betrug der Umsatz Wanadoos mehr als 2 Milliarden Euro, davon entfielen 50 % auf die Internetzugänge, 42 % auf die Gelben Seiten und 8 % auf die Portale.
In Großbritannien und Belgien betrieb das Unternehmen unter anderem ADSL-Anschlüsse – dort über Wanadoo Belgique, das im ersten Quartal 2003 an Tiscali veräußert wurde.
Die Aktivitäten des Wanadoo-Web-Portals wurden von der Tochter Wanadoo Portails bereitgestellt, die 2003 den Zugang mit Wanadoo France zusammenlegte. Die Portale von Wanadoo bestanden aus Wanadoo, Voilà, Wanadoo in Spanien (ursprünglich Eresmás), Freeserve (nun auch in Großbritannien Wanadoo genannt). Das Portal verfügte in Frankreich über die Suchmaschine Voila, die von der Gesellschaft Echo entwickelt und 2001 von Wanadoo übernommen wurde.
In Großbritannien firmierte Wanadoo bis zum 28. April 2004 unter dem Namen Freeserve.